# Thuận An
Thuận An – dystrykt w południowym Wietnamie w prowincji Bình Dương. Powierzchnia dystryktu wynosi 84 km², a liczba ludności w 2004 roku wynosiła 164 642 mieszkańców. Ośrodkiem administracyjnym dystryktu jest Lái Thiêu.